# Die Astronauten (Fernsehserie)
Die Astronauten ist eine US-amerikanische Action-Adventure-Fernsehserie. Die Hauptdarsteller sind Miya Cech, Bryce Gheisar, Keith L. Williams, Grace Swan, Ben Daon und als Stimme Paige Howard.

## Handlung
Fünf Kinder schleichen sich ohne ihre Eltern auf ein Raumschiff. Gemeinsam werden sie von der künstlichen Intelligenz Matilda ins All geschickt. Die Kinder müssen ihren Weg zurück zur Welt ohne elterliche Hilfe finden, während sie eine Weltraummission durchführen müssen und versuchen, das Raumschiff vor dem Zusammenbruch zu bewahren.

## Produktion
Am 18. Juni 2019 wurde bekannt gegeben, dass Imagine Kids & Family eine unbenannte Weltraumserie für Nickelodeon entwickelt. Daniel Knauf fungiert als Showrunner, ausführender Produzent und Autor. Brian Grazer, Ron Howard und Stephanie Sperber fungieren als ausführende Produzenten. Die Produktion der Serie wird von Shauna Phelan geleitet. Am 19. Februar 2020 wurde eine Action-Adventure-Fernsehserie unter dem Arbeitstitel „The Astronauts“ von Nickelodeon für zehn Episoden bestellt, mit einer ersten Premiere im Sommer 2020. Am 9. Oktober 2020 wurde bekannt gegeben, dass die Serie am 13. November 2020 eine einstündige Premiere haben würde. Daniel Knauf fungiert auch als Serien-Entwickler. Dean Israelite und Jonathan Frakes fungieren als Regisseure.

## Episoden
Die Episoden sind nach Ausstrahlungsreihenfolge in den USA sortiert, da es bei der Produktionsreihenfolge oftmals zu Anschlussfehlern kommt.
| Nr. | Deutscher Titel | Originaltitel | Erstausstrahlung USA | Deutschsprachige Erstausstrahlung (D) | Regie           | Drehbuch                           |
| --- | --------------- | ------------- | -------------------- | ------------------------------------- | --------------- | ---------------------------------- |
| 1   | Der Countdown   | Countdown     | 13. Nov. 2020        | 13. Sep. 2021                         | Dean Israelite  | Daniel Knauf und Johnny Richardson |
| 2   | Tag 1           | Day 1         | 13. Nov. 2020        | 13. Sep. 2021                         | Dean Israelite  | Daniel Knauf und Johnny Richardson |
| 3   | Tag 3           | Day 3         | 13. Nov. 2020        | 13. Sep. 2021                         | Jonathan Frakes | Alex Ebel                          |
| 4   | Tag 21          | Day 21        | 27. Nov. 2020        | 20. Sep. 2021                         | Jonathan Frakes | Alex Ebel                          |
| 5   | Tag 33          | Day 33        | 4. Dez. 2020         | 27. Sep. 2021                         | Marcus Stokes   | Johnny Richardson                  |
| 6   | Tag 34          | Day 34        | 18. Dez. 2020        | 4. Okt. 2021                          | Marcus Stokes   | Scott Gunnison Miller              |
| 7   | Tag 73          | Day 73        | 18. Dez. 2020        | 11. Okt. 2021                         | Marcus Stokes   | Scott Gunnison Miller              |
| 8   | Tag 76          | Day 76        | 1. Jan. 2021         | 18. Okt. 2021                         | Dean Israelite  | May Chan                           |
| 9   | Tag 84          | Day 84        | 8. Jan. 2021         | 25. Okt. 2021                         | Dean Israelite  | Johnny Richardson                  |
| 10  | Tag 85          | Day 85        | 15. Jan. 2021        | 1. Nov. 2021                          | Dean Israelite  | Daniel Knauf                       |